# Weain
Weain is een bestuurslaag in het regentschap Belu van de provincie Oost-Nusa Tenggara, Indonesië. Weain telt 617 inwoners (volkstelling 2010).